# سیارک ۱۳۸۴۸
سیارک ۱۳۸۴۸ (به انگلیسی: 13848 Cioffi، نامگذاری:1999XD75) سیزده هزار و هشتصد و چهل و هشتمین سیارک کشف شده‌است که در ۷ دسامبر ۱۹۹۹ کشف شد.
قدر مطلق سیارک برابر ۲۰.۴ است.